# Hylarana
Genre
Synonymes
- Limnodytes Duméril & Bibron, 1841
- Zoodioctes Gistel, 1848
- Tenuirana Fei, Ye & Huang, 1990

Hylarana est un genre d'amphibiens de la famille des Ranidae.

## Répartition
Les quatre espèces de ce genre se rencontrent en Asie du Sud-Est, en Asie du Sud et en Asie de l'Est.

## Liste d'espèces
Selon Amphibian Species of the World (3 juillet 2015) :
- Hylarana erythraea (Schlegel, 1837)
- Hylarana macrodactyla Günther, 1858
- Hylarana taipehensis (Van Denburgh, 1909)
- Hylarana tytleri Theobald, 1868

## Taxinomie
Ce genre a été démembré par Oliver, Prendini, Kraus et Raxworthy en 2015.

## Publication originale
- Tschudi, 1838 : Classification der Batrachier, mit Berucksichtigung der fossilen Thiere dieser Abtheilung der Reptilien, p. 1-99 (texte intégral).